# Дайте два
Дайте Два — российская музыкальная группа с женским вокалом. Избегают жанровой и тематической определённости, в процессе написания песен ориентируются по направлению ветра в собственных головах, вдохновляясь преимущественно классическими художественными и литературными произведениями.

## Состав
- Людмила Махова — вокал, тексты, музыка
- Алексей Архангельский — гитара
- Виктор Раевский — бас-гитара
- Константин Овчинников — барабаны
- Директор - Александр Захаров

### Бывшие участники
- Сергей «Нэл» Донсков
- Михаил «Аспид» Соловьёв
- Александр «Фельдшер» Максимов
- Алексей «Пумба» Пахар
- Сергей Жиленков
- Ирина «Risha» Львова
- Андрей «Лётчик» Меметов
- Пётр «ATAKA MAZAFAKA» Якимец
- Роман Пальмов
- Максим Фирсов
- Кирилл Качанов
- Николай Карпенко
- Владимир Исаев

## Дискография

### Альбомы
| Год выпуска | Название                                 | Лейбл             |
| ----------- | ---------------------------------------- | ----------------- |
| 2007        | Нефть                                    |                   |
| 2008        | Дайте два                                |                   |
| 2011        | 360                                      | Navigator Records |
| 2013        | Разряды                                  | Navigator Records |
| 2017        | Против всего                             | Союз              |
| 2020        | Золото                                   | Союз              |
| 2021        | Естественный альбом                      | Союз              |
| 2022        | Золото-2                                 | Союз              |
| 2023        | Простые радости в стране беспечных зомби | Союз              |

### Мини-альбомы
| Год выпуска | Название                | Лейбл              |
| ----------- | ----------------------- | ------------------ |
| 2009        | ИПИ!                    |                    |
| 2014        | Особенная уличная магия | #Musicdistribution |
| 2022        | У.Р.А.Л.                | Союз               |

### Синглы
| Год выпуска | Название                                | Лейбл              |
| ----------- | --------------------------------------- | ------------------ |
| 2012        | Вуду                                    | Navigator Records  |
| 2012        | Джекилл и Хайд                          | Navigator Records  |
| 2012        | Sorry                                   | Navigator Records  |
| 2014        | Диванные войска                         |                    |
| 2015        | По нерезиновой                          | #Musicdistribution |
| 2016        | Одиссея                                 | #Musicdistribution |
| 2016        | !Viva la revolucion!                    | Союз               |
| 2017        | Веселиться                              | Союз               |
| 2018        | Бокс (feat. Кэш)                        | Союз               |
| 2019        | Коко Шанель                             | Союз               |
| 2019        | В Роуминге                              | Союз               |
| 2019        | Змея                                    | Союз               |
| 2020        | Рот в Рот (feat. Zavali)                | Союз               |
| 2020        | Змея (BTVSKI remix)                     | Союз               |
| 2020        | Веселиться (Stun Teen remix)            | Союз               |
| 2021        | Молодо-Зелено (feat. Константин Кинчев) | Союз               |
| 2021        | Феникс                                  | Союз               |
| 2021        | Трэш/Клей (feat. Йорш)                  | Союз               |
| 2022        | Бог ломает дверь, дьявол сносит крышу   | Союз               |
| 2022        | Без масок                               | Союз               |
| 2022        | Попробовал всё (feat. Редкие Земли)     | Союз               |
| 2022        | Повод                                   | Союз               |
| 2023        | Моя любовь (feat. Up1)                  | Союз               |
| 2023        | Улыбайся (feat. Комсомольск)            | Союз               |
| 2024        | Держись за плед (Obavati remix)         | Союз               |
| 2024        | В котиковой шубке (Obavati remix)       | Союз               |
| 2024        | Тьма (feat. Аким Апачев)                | Аким Апачев        |
| 2025        | Герника (feat. Бранимир)                | Союз               |

### Каверы на песни других исполнителей
| Год выпуска | Название           | Примечание                                                         | Лейбл               |
| ----------- | ------------------ | ------------------------------------------------------------------ | ------------------- |
| 2020        | На городской карте | кавер на песню 25/17, также вышел отдельным синглом                | Союз                |
| 2020        | Музыкант           | кавер на песню ДДТ, вошёл в трибьют-альбом «Территория ДДТ»        | ONErpm              |
| 2020        | Самые лучшие тачки | кавер на песню «Сектор Газа», вошёл в альбом «Трибьют Сектор Газа» | Warner Music Russia |
| 2023        | Любовь к оружию    | Трибьют Объект насмешек, Рикошет, Выход дракона), Часть 2          |                     |

## Видеография
- 2011 — Пятая масть feat. Антон Пух (режиссёр Олег Флянгольц)
- 2013 — Джекилл и Хайд (DIY-video)
- 2014 — Север (режиссёр Денис Даер)
- 2014 — Диванные войска (DIY-video)
- 2015 — Свитер с Оленями (DIY-video)
- 2016 — По нерезиновой (DIY-video)
- 2018 — Бокс feat. КЭШ (режиссёр Александр Гагаринов)
- 2019 — Коко Шанель (режиссёр Андрей Близнюк)
- 2019 — В Роуминге (режиссёр - Карлен Соболев)
- 2019 — Змея (режиссёр Алексей Тихонюк)
- 2020 — Рот в Рот feat. Zavali (реж. Андрей Близнюк, Людмила Махова)
- 2020 — Музыкант (ДДТ cover)
- 2021 — Молодо-Зелено feat. Константин Кинчев (реж. Алексей Тихонюк, Людмила Махова)
- 2021 — Трэш/Клей feat Йорш (реж. Людмила Махова, Smith Black)
- 2022 — У.Р.А.Л. (реж. Людмила Махова, Smith Black)
- 2022 — Бог ломает дверь, дьявол сносит крышу (реж. Людмила Махова, Smith Black)
- 2022 — Золотой планктон (реж. Андрей Близнюк, Людмила Махова)
- 2023 — Моя любовь (реж. Людмила Махова, Smith Black)
- 2024 — Чем поправиться? (реж. Людмила Махова, Smith Black)
- 2024 — Твой кайф (реж. Людмила Махова, Smith Black)
- 2024 — В котиковой шубке (реж. Людмила Махова, Smith Black)
- 2024 — Держись за плед (реж. Людмила Махова, Smith Black)
- 2024 — Целый мир мал (реж. Людмила Махова, Smith Black)
- 2024 — Протей (реж. Людмила Махова, Smith Black)
- 2024 — Самый важный день (реж. Людмила Махова, Smith Black)
- 2024 — Спастись и сохраниться (реж. Людмила Махова, Smith Black)
- 2024 — На нашей стороне (реж. Людмила Махова, Smith Black)
- 2024 — Ай-люли (реж. Людмила Махова, Smith Black)

## Награды и номинации

#### Статус Winner
- Ноябрь 2021 — International Music Video Underground, Paris (France) - Best Editor
- Декабрь 2021 — Venice Shorts, Venice, California (US) - Best Music Video "Trash/glue"
- Декабрь 2021 — Los Angeles Film Awards, Los Angeles, California (US) - Honorable Mention: Music Video "Trash/glue"
- Декабрь 2021 — Milan Gold Awards, Milan (Italy) - Silver Award - Music Video "Trash/glue"
- Декабрь 2021 — London Movie Awards, London (UK) - Honorable Mention: Music Video "Trash/glue"

#### Статус Finalist
- Near Nazareth Festival ( NNF), Afula (Israel) "Trash/glue"
- Tracks Music Awards, Los Angeles, California (US) "Trash/glue"
- International Music Video Awards, London (UK) "Trash/glue"
- Rome Music Video Awards, Rome (Italy) "Trash/glue"

#### Статус Official Selection
- New York Independent Cinema Awards, New York (US) "Trash/glue"
- Munich Music Video Awards, Munich (Germany) "Trash/glue"
- INDIE SHORTS AWARDS CANNES, Cannes (France) "Trash/glue"
- Florence Film Awards, Florence (Italy) "Trash/glue"
- South Film and Arts Academy Festival, Rancagua (Chile) "Trash/glue"

## Участие в фестивалях
- Рок над Волгой (2009)
- Уроки русского (2009)
- Владимирский тяжеловоз (2011)
- «YLETAЙ!» (2016)
- Нашествие (2009, 2010, 2011, 2017, 2019)
- Доброфест (2012, 2013, 2015, 2018, 2019, 2022)
- KKinchevfest (2022, 2023, 2025)

### Социальные сети
- Группа ВКонтакте
- Канал на Youtube
- Instagram
- Facebook
- Tiktok
- Telegram

### Музыкальные сервисы
- Google Play
- iTunes
- Яндекс Музыка`
- Spotify

### Пресса
- Мария Вдовина. Дайте Два. С детства хотели играть именно такую музыку. Fuzz. Дата обращения: 2 апреля 2020. Архивировано 8 июня 2012 года.
- Людмила МАХОВА: «DАЙТЕ2» — любимая группа Константина Кинчева
- Илья Зинин. Дайте2 – «360». rollingstone.ru. Дата обращения: 15 июля 2011. Архивировано 26 мая 2012 года.
- Денис Ступников. «Dайте2»: «Мы стали чуть мягче, но чуть качовее». KMnews (23 мая 2011). Дата обращения: 15 июля 2011.
- Александр Алексеев. Станиславский в ритмах рэпа // Российская газета. — 2011. — № 5449 (73).